# بوجانگاسانا

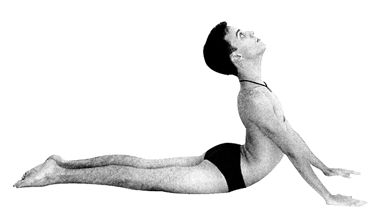
بوجانگاسانا

بوجانگاسانا (سانسکریت: भुजंगासन ; IAST: Bhujaṅgāsana) یا حرکت کبرا یک آسانای خمیده به پشت در هاتا یوگا و یوگای مدرن به عنوان ورزش است.

این نام از واژه‌های سانسکریت भुजंग bhujaṅga، " کبرا " گرفته شده‌است و به مار کبرایی که آمادهٔ نیش زدن است شباهت دارد. 

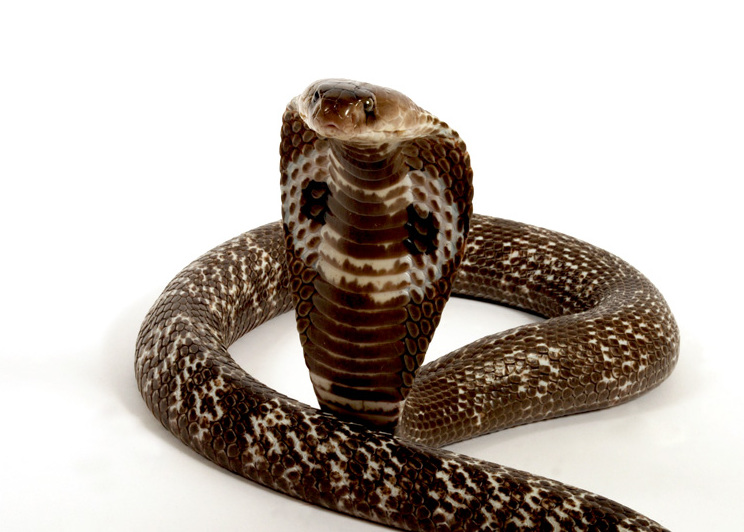
این ژست به دلیل شباهت آن به مار کبری با کاپوت برافراشته نامگذاری شده‌است.
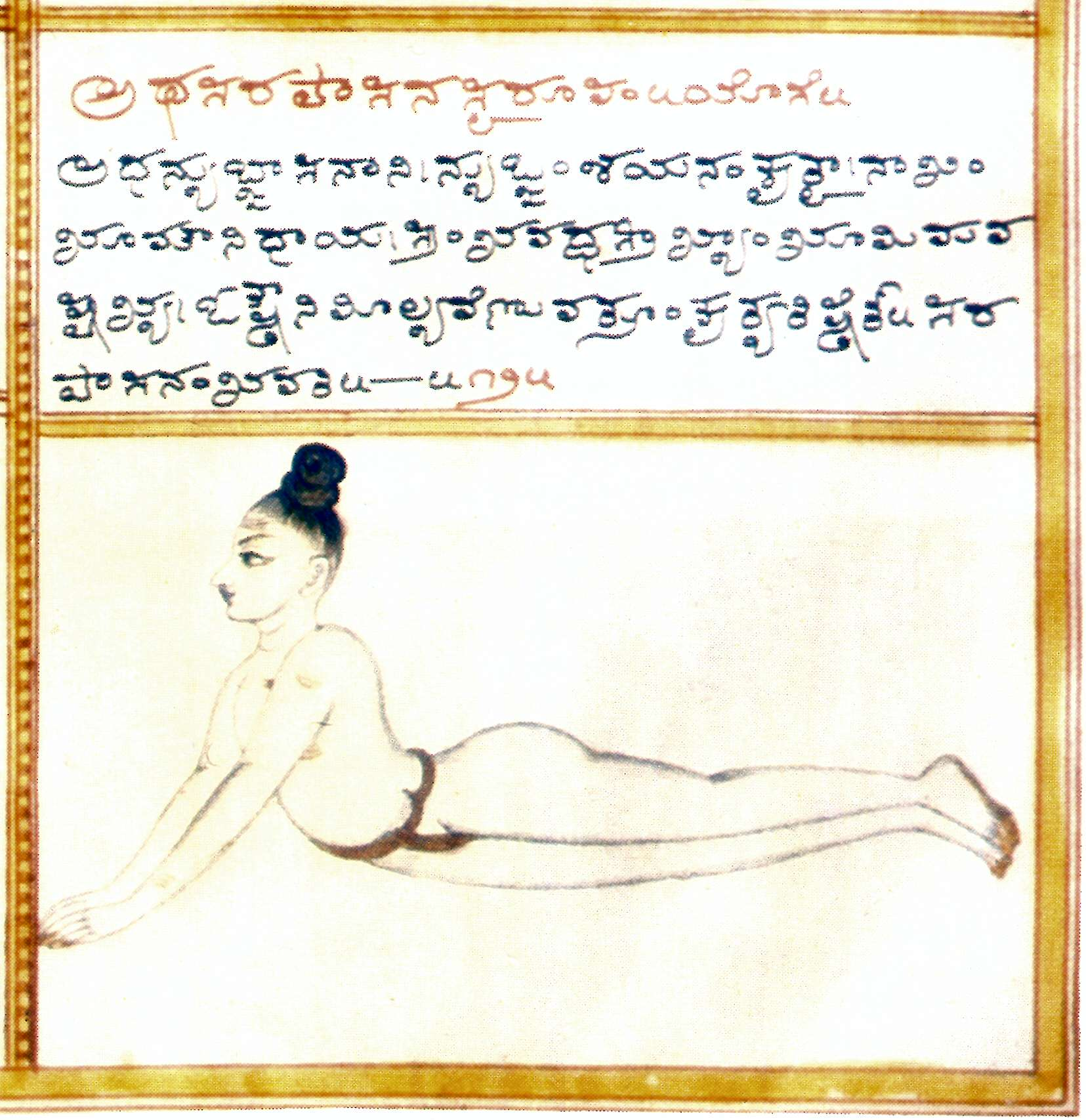
سارپاسانا، ژست مار، در Sritattvanidhi

## شرح
روی شکم طوری دراز کشیده که قفسهٔ سینه نیز روی زمین باشد. دستها خم می‌شوند و کف دستها نزدیک به شانه‌ها روی زمین قرار می‌گیرد.
انگشتان رو به جلو است، آرنجها کنار بدن است. پیشانی نیز باید روی زمین واقع باشد و پاها در تمام طول حرکت باید محکم و کشیده کنار هم باشند.
به آرامی سر بالا و به عقب رفته و صورت، گردن و تنه بتدریج بالا و عقب خواهد رفت.